# Ähnlichkeitsdifferentialgleichung
In der Mathematik ist eine Ähnlichkeitsdifferentialgleichung (auch homogene Differentialgleichung oder Euler-homogene Differentialgleichung) eine Differentialgleichung der Form 
{\displaystyle x^{\prime }=f\left({\frac {x}{t}}\right)}
für eine stetige Funktion {\displaystyle f}.

## Ansatz
Ähnlichkeitsdifferentialgleichungen {\displaystyle x^{\prime }=f\left({\frac {x}{t}}\right)} werden mit der Transformation {\displaystyle u={\frac {x}{t}}} in die Differentialgleichung 
{\displaystyle u^{\prime }={\frac {1}{t}}(f(u)-u)}
überführt, die mit der Methode der Trennung der Variablen gelöst werden kann.

## Beispiele
1. Die Differentialgleichung {\displaystyle x^{\prime }=1+{\frac {x}{t}}} wird mit der Transformation {\displaystyle u={\frac {x}{t}}} in die Differentialgleichung {\displaystyle u^{\prime }={\frac {1}{t}}} mit den Lösungen {\displaystyle u(t)=\ln(t)+C} überführt. Die Lösungen der ursprünglichen Differentialgleichung sind also von der Form {\displaystyle x(t)=t\cdot \ln(t)+Ct} mit einer Konstanten {\displaystyle C}.
2. Die Differentialgleichung {\displaystyle x^{\prime }={\frac {x}{t}}-{\frac {x^{2}}{t^{2}}}} wird mit der Transformation {\displaystyle u={\frac {x}{t}}} in die Differentialgleichung {\displaystyle u^{\prime }=-{\frac {u^{2}}{t}}} mit den Lösungen {\displaystyle u(t)={\frac {1}{\ln \vert t\vert +C}}} überführt. Die Lösungen der ursprünglichen Differentialgleichung sind also von der Form {\displaystyle x(t)={\frac {t}{\ln \vert t\vert +C}}} mit einer Konstanten {\displaystyle C}.
3. Die Differentialgleichung {\displaystyle x^{\prime }={\frac {x^{2}+t^{2}}{tx}}} ist eine Ähnlichkeitsdifferentialgleichung, weil sie in der Form {\displaystyle x^{\prime }={\frac {x}{t}}+\left({\frac {x}{t}}\right)^{-1}} geschrieben werden kann. Mit {\displaystyle u={\frac {x}{t}}} erhält man die Differentialgleichung {\displaystyle u^{\prime }={\frac {1}{ut}}} mit den Lösungen {\displaystyle u(t)=\pm {\sqrt {2\ln \vert t\vert +C}}}, also {\displaystyle x(t)=\pm t{\sqrt {2\ln \vert t\vert +C}}} mit einer Konstanten {\displaystyle C}.
4. Gesucht ist eine Kurve in der {\displaystyle x-y-}Ebene, so dass für jeden Punkt auf der Kurve seine Entfernung vom Ursprung gleich der {\displaystyle y-}Koordinate des Schnittpunkts seiner Tangente mit der {\displaystyle y-}Achse ist. Dies führt auf die Differentialgleichung {\displaystyle y-x{\frac {dy}{dx}}={\sqrt {x^{2}+y^{2}}}}, die zur Ähnlichkeitsdifferentialgleichung {\displaystyle {\frac {dy}{dx}}={\frac {y}{x}}-{\sqrt {1+\left({\frac {y}{x}}\right)^{2}}}} äquivalent ist. Mit {\displaystyle t=x,u={\frac {y}{x}}} erhält man die Differentialgleichung {\displaystyle u^{\prime }=-{\frac {1+u^{2}}{t}}}, deren Lösungen von der Form {\displaystyle u(t)=\sinh(-\ln \vert t\vert +C)} sind. Die Lösungen der ursprünglichen Differentialgleichung sind mit {\displaystyle D=e^{C}} also von der Form {\displaystyle y(x)={\frac {1}{2D}}-{\frac {Dx^{2}}{2}}} mit einer positiven Konstanten {\displaystyle D}.